# Guadalupe Buenavista, Oaxaca
Guadalupe Buenavista är en ort i Mexiko.   Den ligger i kommunen Santa María Yucuhiti och delstaten Oaxaca, i den sydöstra delen av landet, 300 km sydost om huvudstaden Mexico City. Guadalupe Buenavista ligger 1 804 meter över havet och antalet invånare är 403.
Terrängen runt Guadalupe Buenavista är bergig åt sydost, men åt nordväst är den kuperad. Runt Guadalupe Buenavista är det ganska glesbefolkat, med 39 invånare per kvadratkilometer. Närmaste större samhälle är Putla Villa de Guerrero, 13,1 km väster om Guadalupe Buenavista. I omgivningarna runt Guadalupe Buenavista växer i huvudsak städsegrön lövskog.